# A Arte de Enganar
A Arte de Enganar é um livro feito por Kevin Mitnick e William Simon que mostra a arte da Engenharia Social. Parte do livro é composto de histórias reais, e exemplos de como a Engenharia Social pode ser combinada com hacking.